# 축구 국가대표팀
축구 국가대표팀은 한 국가를 대표하는 축구팀을 말한다.
원칙적으로 각 국가에는 단 하나의 축구 국가대표팀만이 출전한다.
또한 각 대표팀에는 연령 그룹에 따라 등급이 매겨진 국가대표팀이 존재하며, 예를 들어 21세 미만의 선수들로 구성된 U-21 국가대표팀이 구성된다. 연령 제한 없는 국가대표팀은 일반적으로 A대표팀이라고 불